# Bahnstrecke Langon–Gabarret
| Stationsgebäude von Roaillan |                      |                                                     |                                                     |
| Streckennummer (SNCF): | 641 000              |                                                     |                                                     |
| Streckenlänge: | 79 km                |                                                     |                                                     |
| Spurweite: | 1435 mm (Normalspur) |                                                     |                                                     |
| Maximale Neigung: | 14,5 ‰               |                                                     |                                                     |
| |                      |                                                     |                                                     |
| \| \| \| Bahnstrecke Bordeaux–Sète von Sète-Ville \| \| \| \| 41,6 \| Langon \| 23 m \| \| \| 41,2~42,0 \| Bahnstrecke Bordeaux–Sète nach Bordeaux-Saint-Jean \| Bahnstrecke Bordeaux–Sète nach Bordeaux-Saint-Jean \| \| \| ~43,2 \| Autoroute A 62 \| Autoroute A 62 \| \| \| \| Industrieareal La Châtaigneraie \| \| \| \| 46,7 \| Streckenende \| Streckenende \| \| \| 48,2 \| Roaillan \| 76 m \| \| \| 53,3 \| Nizan \| 104 m \| \| \| ~53,4 \| Bahnstrecke Nizan–Luxey (SE) nach Luxey \| Bahnstrecke Nizan–Luxey (SE) nach Luxey \| \| \| ~57,2 \| Autoroute A 65 \| Autoroute A 65 \| \| \| ~58,9 \| D 3 (ehem. N 524) \| D 3 (ehem. N 524) \| \| \| 61,1 \| Bazas 93 m \| Bazas 93 m \| \| \| ~62,2 \| D 3 (ehem. N 524) \| D 3 (ehem. N 524) \| \| \| 61,6 \| Beuve (123 m) \| Beuve (123 m) \| \| \| ~62,6 \| N 524 \| N 524 \| \| \| ~64,2 \| N 524 \| N 524 \| \| \| 66,2 \| Cudos \| 102 m \| \| \| 68,9 \| Ciron (40 m) \| Ciron (40 m) \| \| \| 69,4 \| Beaulac-Bernos \| 68 m \| \| \| \| N 524 \| \| \| \| 77,6 \| Captieux \| 98 m \| \| \| 87,7 \| Le Poteau \| 135 m \| \| \| \| CFEFL nach Jancouet (600 mm, 1926–1941) \| \| \| \| ~88,5 \| Grenze Département Gironde / Landes \| Grenze Département Gironde / Landes \| \| \| ~88,7 \| A 65 \| A 65 \| \| \| ~94,3 \| Tauzie \| Tauzie \| \| \| ~96,0 \| Bahnstrecke Marmande–Mont-de-Marsan von Marmande \| Bahnstrecke Marmande–Mont-de-Marsan von Marmande \| \| \| 96,6 \| Bourriot-Bergonce \| 116 m \| \| \| ~97,0 \| Bahnstrecke Marmande–Mont-de-Marsan n. Mt-de-Marsan \| Bahnstrecke Marmande–Mont-de-Marsan n. Mt-de-Marsan \| \| \| 103,8 \| Lussole \| 113 m \| \| \| ~105,6 \| Estampon \| Estampon \| \| \| ~110,9 \| D 933N (ehem. N 133) \| D 933N (ehem. N 133) \| \| \| 111,0 \| Estampon \| 142 m \| \| \| ~115,7 \| Estampon \| Estampon \| \| \| 117,2 \| Herré \| 149 m \| \| \| ~118,5 \| N 524 \| N 524 \| \| \| ~120,0 \| Bahnstrecke Nérac–Mont-de-Marsan von Mont-de-Marsan \| Bahnstrecke Nérac–Mont-de-Marsan von Mont-de-Marsan \| \| \| 120,6176,0 \| Gabarret \| 163 m \| \| \| \| Bahnstrecke Nérac–Mont-de-Marsan nach Nérac \| \| \| \| \| \| \| \| \| \| Kilometrierung von Bordeaux-St-Jean \| \| |                      |                                                     |                                                     |
| |                      | Bahnstrecke Bordeaux–Sète von Sète-Ville            |                                                     |
| Bahnhof | 41,6                 | Langon                                              | 23 m                                                |
| Abzweig geradeaus und nach rechts | 41,2~42,0            | Bahnstrecke Bordeaux–Sète nach Bordeaux-Saint-Jean  | Bahnstrecke Bordeaux–Sète nach Bordeaux-Saint-Jean  |
| Brücke | ~43,2                | Autoroute A 62                                      | Autoroute A 62                                      |
| Abzweig geradeaus und von rechts |                      | Industrieareal La Châtaigneraie                     | Industrieareal La Châtaigneraie                     |
| | 46,7                 | Streckenende                                        | Streckenende                                        |
| Haltepunkt / Haltestelle (Strecke außer Betrieb) | 48,2                 | Roaillan                                            | 76 m                                                |
| Bahnhof (Strecke außer Betrieb) | 53,3                 | Nizan                                               | 104 m                                               |
| Abzweig geradeaus und nach rechts (Strecke außer Betrieb) | ~53,4                | Bahnstrecke Nizan–Luxey (SE) nach Luxey             | Bahnstrecke Nizan–Luxey (SE) nach Luxey             |
| | ~57,2                | Autoroute A 65                                      | Autoroute A 65                                      |
| Bahnübergang (Strecke außer Betrieb) | ~58,9                | D 3 (ehem. N 524)                                   | D 3 (ehem. N 524)                                   |
| Bahnhof (Strecke außer Betrieb) | 61,1                 | Bazas 93 m                                          | Bazas 93 m                                          |
| Brücke (Strecke außer Betrieb) | ~62,2                | D 3 (ehem. N 524)                                   | D 3 (ehem. N 524)                                   |
| Brücke über Wasserlauf (Strecke außer Betrieb) | 61,6                 | Beuve (123 m)                                       | Beuve (123 m)                                       |
| Bahnübergang (Strecke außer Betrieb) | ~62,6                | N 524                                               | N 524                                               |
| Bahnübergang (Strecke außer Betrieb) | ~64,2                | N 524                                               | N 524                                               |
| Haltepunkt / Haltestelle (Strecke außer Betrieb) | 66,2                 | Cudos                                               | 102 m                                               |
| Brücke über Wasserlauf (Strecke außer Betrieb) | 68,9                 | Ciron (40 m)                                        | Ciron (40 m)                                        |
| Bahnhof (Strecke außer Betrieb) | 69,4                 | Beaulac-Bernos                                      | 68 m                                                |
| Bahnübergang (Strecke außer Betrieb) |                      | N 524                                               | N 524                                               |
| Bahnhof (Strecke außer Betrieb) | 77,6                 | Captieux                                            | 98 m                                                |
| U-Bahn-Kopfbahnhof Streckenanfang · Bahnhof (Strecke außer Betrieb) | 87,7                 | Le Poteau                                           | 135 m                                               |
| U-Bahn-Strecke nach rechts (außer Betrieb) · Strecke |                      | CFEFL nach Jancouet (600 mm, 1926–1941)             | CFEFL nach Jancouet (600 mm, 1926–1941)             |
| Grenze (Strecke außer Betrieb) | ~88,5                | Grenze Département Gironde / Landes                 | Grenze Département Gironde / Landes                 |
| | ~88,7                | A 65                                                | A 65                                                |
| Brücke über Wasserlauf (Strecke außer Betrieb) | ~94,3                | Tauzie                                              | Tauzie                                              |
| Abzweig geradeaus und von links (Strecke außer Betrieb) | ~96,0                | Bahnstrecke Marmande–Mont-de-Marsan von Marmande    | Bahnstrecke Marmande–Mont-de-Marsan von Marmande    |
| Bahnhof (Strecke außer Betrieb) | 96,6                 | Bourriot-Bergonce                                   | 116 m                                               |
| Abzweig geradeaus und nach rechts (Strecke außer Betrieb) | ~97,0                | Bahnstrecke Marmande–Mont-de-Marsan n. Mt-de-Marsan | Bahnstrecke Marmande–Mont-de-Marsan n. Mt-de-Marsan |
| Bahnhof (Strecke außer Betrieb) | 103,8                | Lussole                                             | 113 m                                               |
| Brücke über Wasserlauf (Strecke außer Betrieb) | ~105,6               | Estampon                                            | Estampon                                            |
| Bahnübergang (Strecke außer Betrieb) | ~110,9               | D 933N (ehem. N 133)                                | D 933N (ehem. N 133)                                |
| Bahnhof (Strecke außer Betrieb) | 111,0                | Estampon                                            | 142 m                                               |
| Brücke über Wasserlauf (Strecke außer Betrieb) | ~115,7               | Estampon                                            | Estampon                                            |
| Haltepunkt / Haltestelle (Strecke außer Betrieb) | 117,2                | Herré                                               | 149 m                                               |
| Bahnübergang (Strecke außer Betrieb) | ~118,5               | N 524                                               | N 524                                               |
| Abzweig geradeaus und von rechts (Strecke außer Betrieb) | ~120,0               | Bahnstrecke Nérac–Mont-de-Marsan von Mont-de-Marsan | Bahnstrecke Nérac–Mont-de-Marsan von Mont-de-Marsan |
| Bahnhof (Strecke außer Betrieb) | 120,6176,0           | Gabarret                                            | 163 m                                               |
| |                      | Bahnstrecke Nérac–Mont-de-Marsan nach Nérac         |                                                     |
| |                      |                                                     |                                                     |
| |                      | Kilometrierung von Bordeaux-St-Jean                 |                                                     |

Die 79 km lange, südwestfranzösische Bahnstrecke Langon–Gabarret verläuft in Nord-Süd-Richtung und verbindet die Magistrale Bordeaux–Sète mit der Ost-West-gerichteten Bahnstrecke Nérac–Mont-de-Marsan. Nahe dem ehemaligen Militärforst Polygone d’essais de Captieux kreuzt die aus dem Département Gironde kommende Strecke die Grenze zum Département Landes. Für ihren Bau wurden mehr als 55 Jahre benötigt und schon 18 Jahre später wurde sie für den Personenverkehr wieder geschlossen, der südliche Abschnitt ab Captieux 1941 auch für den Güterverkehr, im Sommer 1971 dann auch der nördliche Teil. Heute ist nur noch der fünf Kilometer kurze Abschnitt zwischen Langon und dem Logistikzentrum Super U sowie für den Grundstoff-Versorger Colas Sud Gironde Enrobés für den Verkehr freigegeben, wird aber nicht mehr bedient.

## Geschichte

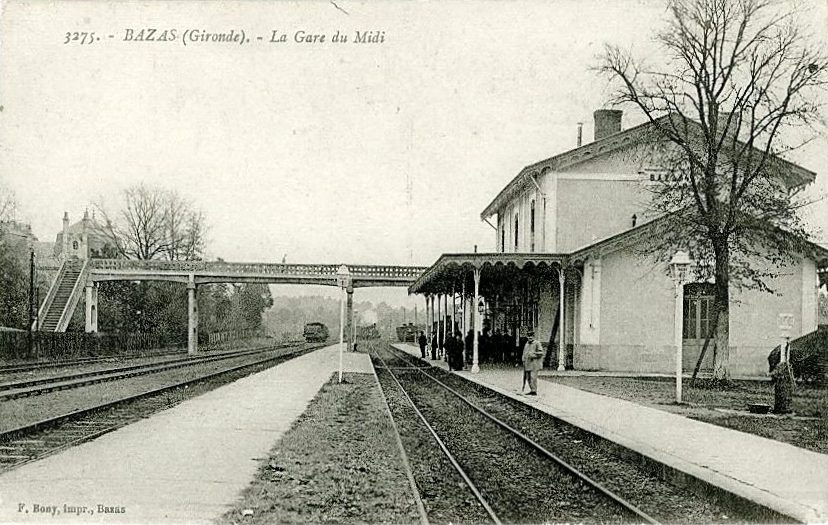
Bazas zwischen 1900 und 1920. Blickrichtung Langon.

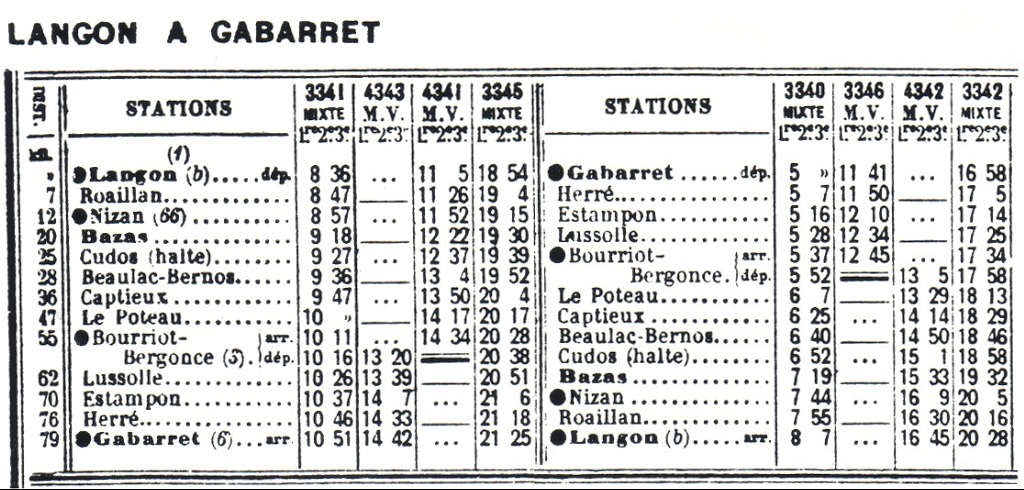
Fahrplan Sommer 1924.

Interesse an dem Bau und Betrieb dieser Strecke hatte die Compagnie des chemins de fer du Midi, die hiermit das Hinterland südwestlich der Garonne erschließen wollte. Ab Gabarret sollte die Strecke weiter nach Eauze geführt werden. Doch zunächst begannen die Arbeiten von Norden her zwischen Langon und Bazas. 1863 wurde dazu die Konzession erteilt. Drei Jahre später war die in Bau befindliche Strecke zwischen Bordeaux und Toulouse fertiggestellt.
Weitere Genehmigungsverfahren für den Weiterbau werden eingeleitet, so am 20. Juni 1882 der Abschnitt von Bazas nach Eauze über Captieux, Lapeyrade und Gabarret.
Nachdem am 14. April 1866 der erste, 19,5 km lange Abschnitt bis Bazas eröffnet werden konnte, dauerte es noch bis 1883, bevor die Konzession für den mittleren Streckenteil beantragt wurde. Die Arbeiten begannen entsprechend mit einer 20-jährigen Verzögerung, die Eröffnung dieses 35,5 km langen Teils fand am 28. Februar 1904 statt, dem gleichen Tag, an dem die Konzession für den dritten Teilabschnitt beantragt wurde. Dort fand – auch wegen zusätzlicher Verzögerung durch den Ersten Weltkrieg – die Eröffnung am 8. April 1923 statt. Der weitere Streckenverlauf war schon planiert, doch Gleise wurden ab Gabarret nie verlegt.
Der Verkehr war gering und es wurden nur die gesetzlich bestimmten drei Zugläufe täglich eingesetzt. Die SNCF, die nach der Verstaatlichung der Französischen Eisenbahnen die Regie übernommen hatte, hatte daher kein Interesse am Aufrechterhalten der Infrastruktur.
Neben Start- und Endpunkt der Strecke gab es an drei weiteren Stationen Verbindungen zu anderen Strecken:
- In Nizan gab es Anschluss an die normalspurigen Gleise der Société générale des chemins de fer économiques, dem größten Kleinbahn-Unternehmen Frankreichs
- im Bahnhof Le Poteau an die 600-mm-Schmalspurbahn nach Petit-Menjoulic, die ab dort auf 750-mm-Gleisen über Lencouacq bis Roquefort fuhr
- Bourriot-Bergonce war Kreuzungsbahnhof mit der eigenen Strecke Marmande–Mont-de-Marsan

Der Bahnhof Le Poteau war in den ersten Jahrzehnten des 20. Jahrhunderts ein wichtiger Umschlagplatz für Holzstämme, die hauptsächlich im Ersten Weltkrieg für den Bau von Schützengräben verwendet wurden. Ab 1916 fällten die Forstpioniere dort 55.000 Bäume. Nachdem sie am 11. Mai 1919 das Lager aufgegeben hatten, siedelten sich dort die Amerikaner an, die dort bis zum Ende der 1960er Jahre Waffen und Munition lagerten. Auf über 10.000 Hektar sollen sich über 7000 Bunker befunden haben, die durch den Wald gut geschützt waren und bald vom Bahntransport auf den Transport per Lastwagen verlagert wurden. Der Umschlagplatz Le Poteau verlor dadurch seine Bedeutung.
Mit dem Bau der Autoroute A 65 2008 wurde die ehemalige Streckentrasse endgültig zerstört.